# Stuart River (Boyne River)
Der Stuart River ist ein Fluss im Südosten des australischen Bundesstaates Queensland.

## Geographie

### Flusslauf
Der Fluss entspringt an den Nordhängen des Mount Kiangarow in den Bunya Mountains, einem Teil der Great Dividing Range. Von dort fließt er zunächst nach Nordosten bis in die westlichen Außenbezirke von Kingaroy. Dort wendet er seinen Lauf nach Nordwesten und mündet etwa 18 Kilometer westlich der Kleinstadt Proston in den Lake Boondooma und damit in den Boyne River.
Das Einzugsgebiet des Flusses ist mit nur 65 km² für australische Verhältnisse recht klein.

### Nebenflüsse mit Mündungshöhen
Er hat folgende Nebenflüsse:
- Lambing Creek – 293 m

### Durchflossene Stauseen
Er durchfließt folgende Seen/Stauseen/Wassertümpel:
- Lake Boondooma – 293 m